# Pelita (Bajenis)
Pelita is een bestuurslaag in het regentschap Tebing Tinggi van de provincie Noord-Sumatra, Indonesië. Pelita telt 2562 inwoners (volkstelling 2010).